# 科尔贝-施密特反应
科尔贝－施密特反应（德語：Kolbe-Schmitt-Reaktion）是干燥的酚钠或酚钾与二氧化碳在加温（125-150°C）加压（100atm）下生成羟基苯甲酸的反应。 它是向芳环上引入羧基的一种常用方法，常用的工业原料水杨酸（邻羟基苯甲酸）就是利用此法，通过苯酚盐与二氧化碳作用制得的。反应以德国化学家阿道夫·威廉·赫尔曼·科尔贝和鲁道夫·施密特命名。
羧基的位置很大程度上取决于反应温度和酚盐的种类。酚钾和温度较高时有利于对位异构体的生成，為熱力學產物；酚钠及反应温度较低时利于产生邻位产物，為動力學產物。邻位异构体加热可以异构为对位产物。
对于取代的酚，环上烷基、甲氧基、羟基和氨基使反应容易进行，产率增加；吸电子的氰基、硝基和羧基使反应速率减慢，反应条件变得苛刻，产率也较低。磺酸基的存在使反应不能发生。

## 反应机理
酚盐负离子对二氧化碳发生亲核加成，经过一个钠与两个氧配位的六元环中间体，生成羟基苯甲酸负离子，酸化生成羟基苯甲酸。